# Largo di Torre Argentina

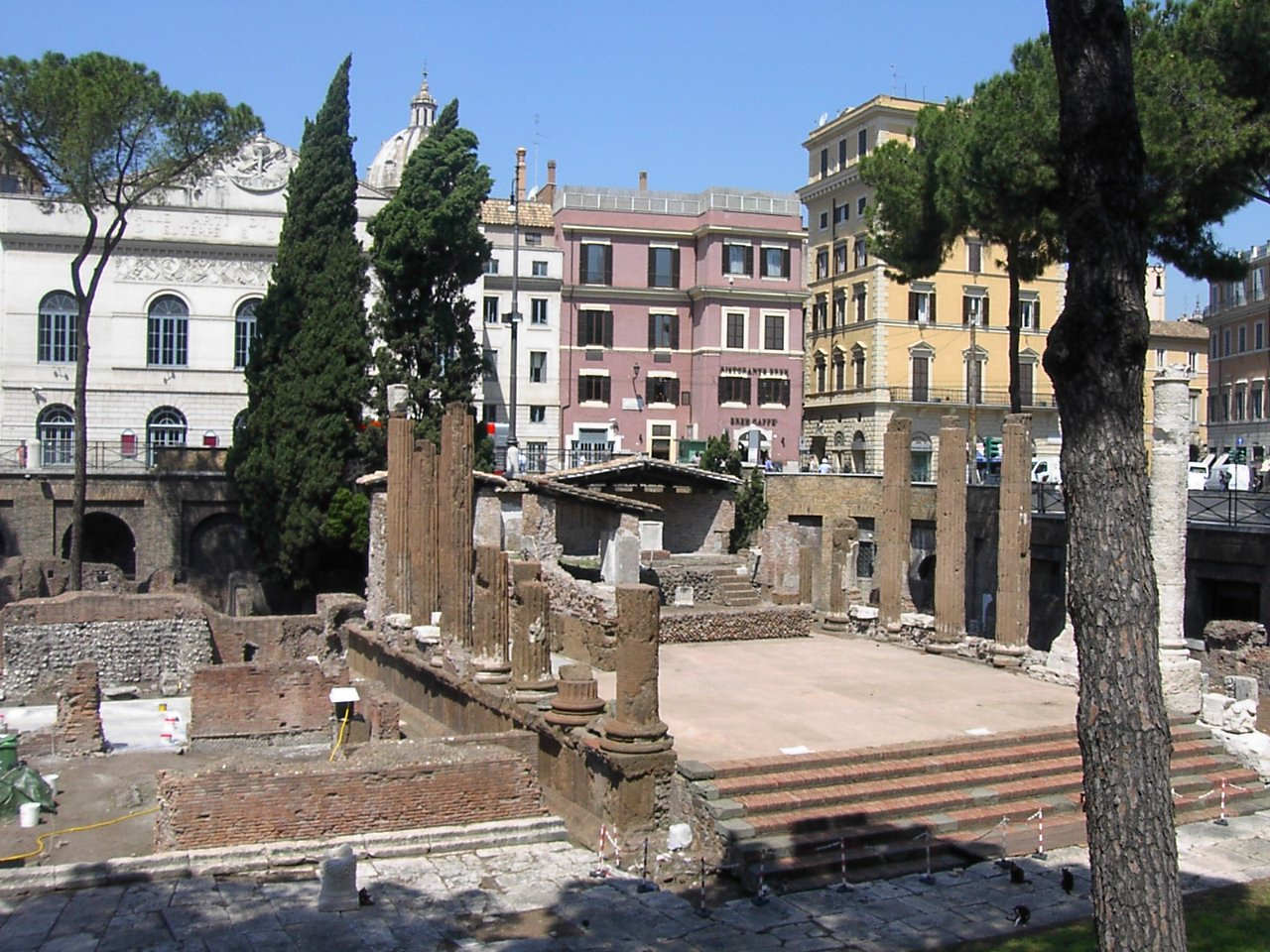
Largo di Torre Argentina, Templo A (a Juturna), con parte del Templo B a la izquierda. A la espalda, el Teatro Argentina.

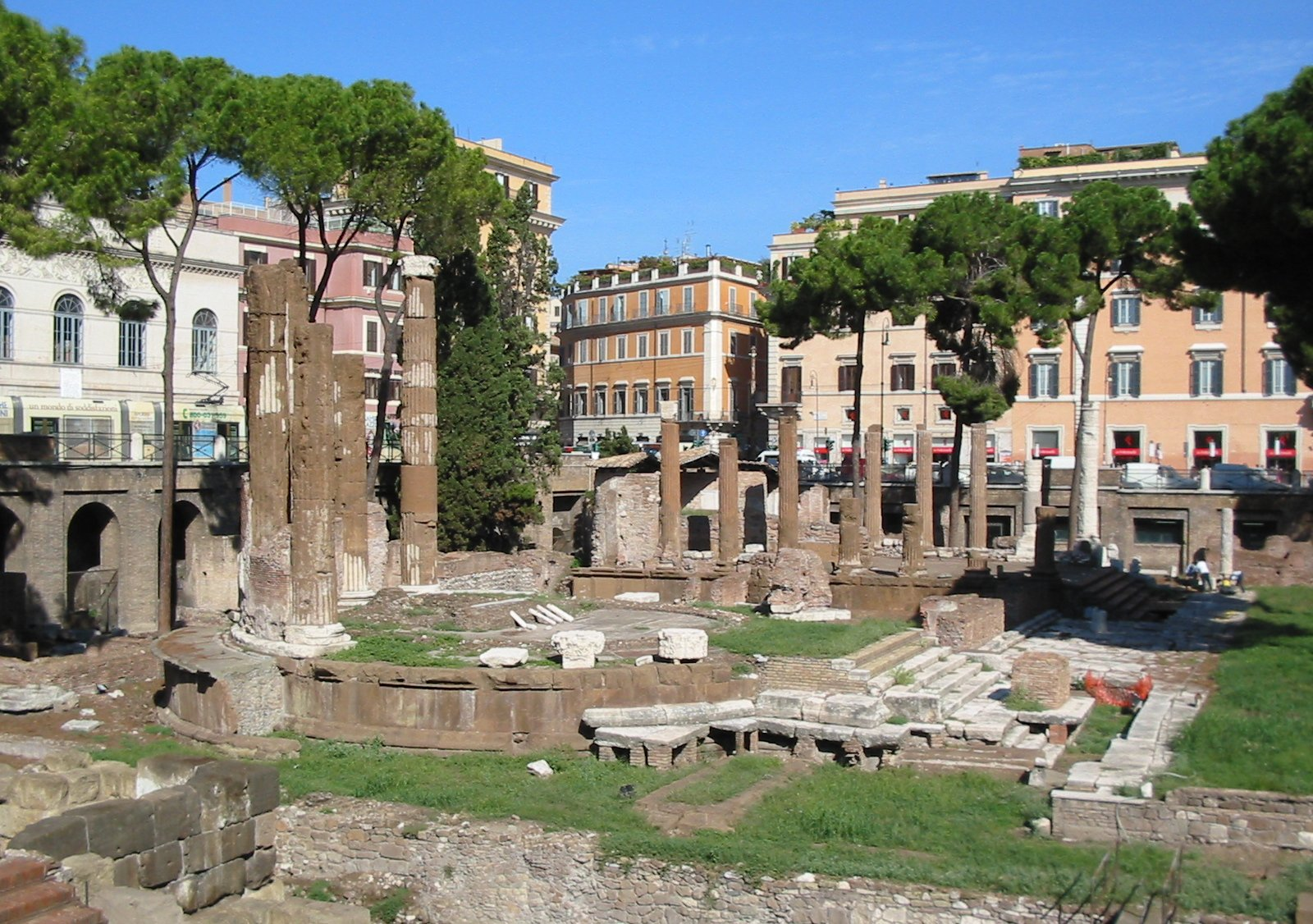
El Templo B, dedicado a Aedes Fortunae Huiusce Diei.

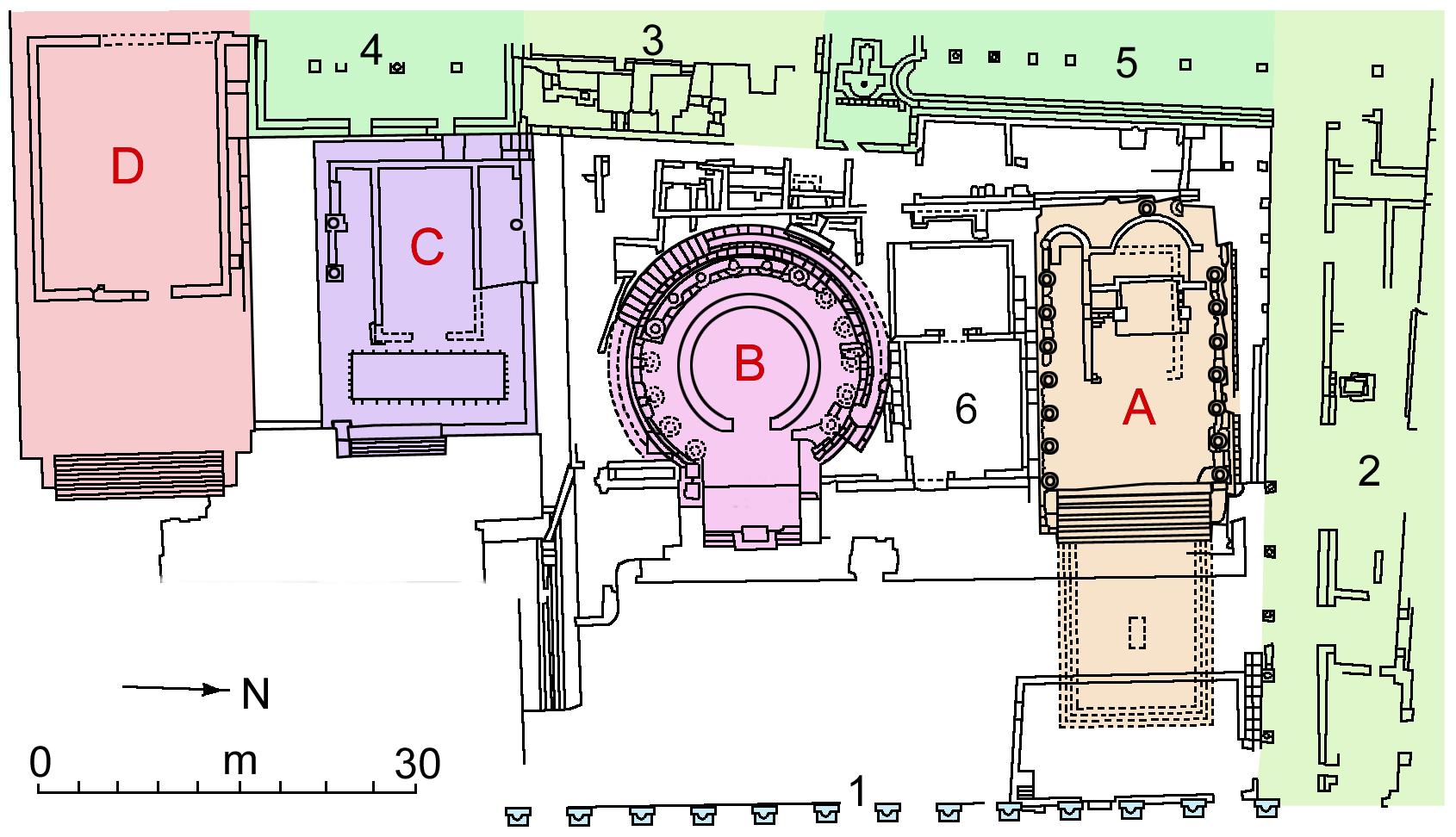
Mapa de la zona arqueológica.

Largo di Torre Argentina es una plaza de Roma (Italia) que contiene cuatro templos romanos republicanos, y los restos del Teatro de Pompeyo. Se encuentra en el antiguo Campo de Marte.

## Historia
El nombre de la plaza viene de la Torre Argentina, que toma su nombre de la ciudad de Estrasburgo, cuya denominación original era Argentoratum. En 1503, de hecho, el Maestro de Ceremonias Papal Johannes Burckardt de Estrasburgo, construyó en via del Sudario un palacio (actualmente el número 44 de la calle), llamado Casa del Burcardo, al que la torre era ajena.
La otra torre de la plaza no es la que da el nombre al lugar, sino la medieval Torre del Papitto («Torre del pequeño papa»), atribuida por la tradición al antipapa Anacleto II Pierleoni, que según se decía no era una persona alta.
Después de la Unificación de Italia, se decidió reconstruir parte de Roma (1909), demoliendo la zona de Torre Argentina. Durante las obras (1927), sin embargo, se descubrieron la cabeza y brazos colosales de una estatua de mármol. La investigación arqueológica sacó a la luz la presencia de un Área Sacra, que se remontaba a la época republicana, con cuatro templos y parte del Teatro de Pompeyo.
Augusto, hijo adoptivo y sucesor de Julio César, quien se convirtió en el primer emperador del Imperio romano, señaló el lugar del asesinato de Cesar mediante una estructura de hormigón de tres metros de ancho por más de dos de alto. Según estudios recientes este hallazgo confirma que el general fue apuñalado justo en el centro de la Curia de Pompeyo mientras presidía la reunión del Senado sentado en una silla, y se desangró a los pies de la estatua de Pompeyo.  Actualmente, los restos de este edificio se localizan en el área arqueológica de Torre Argentina.

## Templos romanos
Los cuatro templos, originariamente designados con las letras A, B, C, y D, daban a una calle pavimentada, que fue reconstruida en la época imperial, después del incendio del año 80. La zona estaba delineada al norte por el Hecatostylum (porche de cien columnas) y las Termas de Agripa, y al sur por los edificios asociados al Circus Flaminius, al este por la gran plaza porticada de Porticus Minucia Frumentaria, y al oeste por el Teatro de Pompeyo.
El Templo A fue construido en el siglo III a. C. y es probablemente el Templo de Juturna erigido por Cayo Lutacio Cátulo después de su victoria sobre los cartagineses en 241 a. C. Más tarde fue reconstruido en forma de iglesia, cuyo ábside aún está presente.
El Templo B, un templo circular con seis columnas en pie, fue construido por Quinto Lutacio Cátulo en 101 a. C. para conmemorar su victoria sobre los cimbrios; fue Aedes Fortunae Huiusce Diei, un templo dedicado a la «Suerte del día de hoy». La estatua colosal encontrada durante las excavaciones y actualmente conservada en los Museos Capitolinos era la estatua de la propia diosa. Sólo la cabeza, los brazos y las piernas eran de mármol: las otras partes, cubiertas por el vestido, eran de bronce.
El Templo C es el más antiguo de los tres, remontándose al siglo IV o al siglo III a. C. y probablemente estuvo consagrado a Feronia la antigua diosa itálica de la fertilidad. Después del incendio del año 80, este templo fue restaurado, y el mosaico en blanco y negro de la cella del templo interior data de esta restauración.
El Templo D es el más grande de los cuatro, y se remonta al siglo II a. C. con restauraciones de la última época de la República, y se consagró a Lares Permarini, pero solo una pequeña parte del mismo se ha excavado, puesto que una calle cubre la mayor parte del mismo.

## Teatro de ópera delsigloXVIII
El Teatro Argentina es un teatro del siglo XVIII ubicado en la plaza. Allí se celebraron los estrenos de muchas óperas destacadas del repertorio, como El barbero de Sevilla de Rossini en 1816, y dos obras de Verdi: I due Foscari (1844) y La battaglia di Legnano (1849).

## El refugio de gatos
Ubicado en Largo Argentina está el santuario de gatos de Torre Argentina, un refugio para gatos sin hogar (de los que Roma tiene muchos). La presencia del refugio ha demostrado ser un lugar de interés tanto para los turistas como para los vecinos, y la zona histórica que lo rodea abunda en gatos de todo tipo, brincando y vagando por las ruinas antiguas.
Los voluntarios del refugio ofrecen rondas diarias de las ruinas a las cinco de la tarde (las cuatro en invierno). Aunque las visitas son gratuitas, piden un pequeño donativo para el refugio.